# Olivkronad gulhake
Olivkronad gulhake (Geothlypis semiflava) är en fågel i familjen skogssångare inom ordningen tättingar.

## Utbredning och systematik
Olivkronad gulhake delas in i tre underarter med följande utbredning:
- Geothlypis semiflava chiriquensis – Stillahavssluttningen i sydligaste Costa Rica och västra Panama (västra Chiriquí)
- Geothlypis semiflava bairdi – förekommer från nordöstra Honduras till Nicaragua, Costa Rica och nordvästra Panama
- Geothlypis semiflava semiflava – förekommer från västra Colombias lågland vid Stilla havet till El Oro i västra Ecuador

Underarten chiriquensis har tidigare inkluderats i svartmaskad gulhake alternativt urskiljts som egen art. Vissa urskiljer även bairdi som egen art.

## Status
IUCN bedömer hotstatus för underarterna var för sig, alla tre som livskraftiga.